# جوناثان وليامز (منافس ألعاب قوى)
جوناثان وليامز (بالإنجليزية: Jonathan Williams) هو منافس ألعاب قوى بليزي، ولد في 29 أغسطس 1983 في لوس أنجلوس في الولايات المتحدة.

## وصلات خارجية
- جوناثان وليامز على موقع الاتحاد الدولي لألعاب القوى (الإنجليزية)
- جوناثان وليامز على موقع اللجنة الأولمبية الدولية (الإنجليزية)
- جوناثان وليامز على موقع أوليمبيديا (الإنجليزية)